# 群青色
群青色（ぐんじょういろ）とは、やや紫みを帯びた深い青色である。単に群青（）と呼ばれることもあるが、顔料の群青とその色とを区別する場合は「色」をつける。
ウルトラマリンもしくはウルトラマリンブルーの訳語としても使われる。なお、ウルトラマリンには様々な色があり、青色のウルトラマリンはその1つにすぎない。

## 色名の由来
群青とは本来、藍銅鉱（岩群青、アズライト）のことであり、群青色はその色である。
瑠璃（ラピスラズリ）を原料とする青色顔料の色も群青色と呼ばれる。ラピスラズリの主鉱物はラズライトである。ルネッサンス期の西洋絵画など古くより、ラピスラズリを精製し使われてきた。ラピスラズリは古来アジアにおいては粉砕し用いられた経緯もある。ヨーロッパへはアフガニスタンから西アジアを経てもたらされたため、当初は大変に高価な貴重品であり、純金と等価もしくはそれ以上の価値で流通していた。ウルトラマリンという名前は海 (マリン) を越えてきた (ウルトラ) という意味である。この場合の海とは地中海をさす。和名の群青は「青の集まり」「青が群がったような色」という意味に由来する。
原料となるラピスラズリは非常に高価であったため、後世には代替品として藍銅鉱（アズライト）を主原料とした青色顔料が作られ、一般的に用いられるようになった。この顔料から得られる色もまた「群青」「ウルトラマリン」と呼ばれたため、やや混乱を招いている。さらには、現在では、カオリン・ソーダ灰・燐・木灰などを用いて作られる合成ウルトラマリンが多く使用されている。この人工的な青色顔料は、1826年にジャン・バプティスト・ギメ、1828年にクリスチャン・グメリンによって開発された。これは天然ウルトラマリンに比較して鮮やかで、安価であることが特徴である。これらの経緯を経て、今日では真っ青のことを広く群青色とする傾向がある。

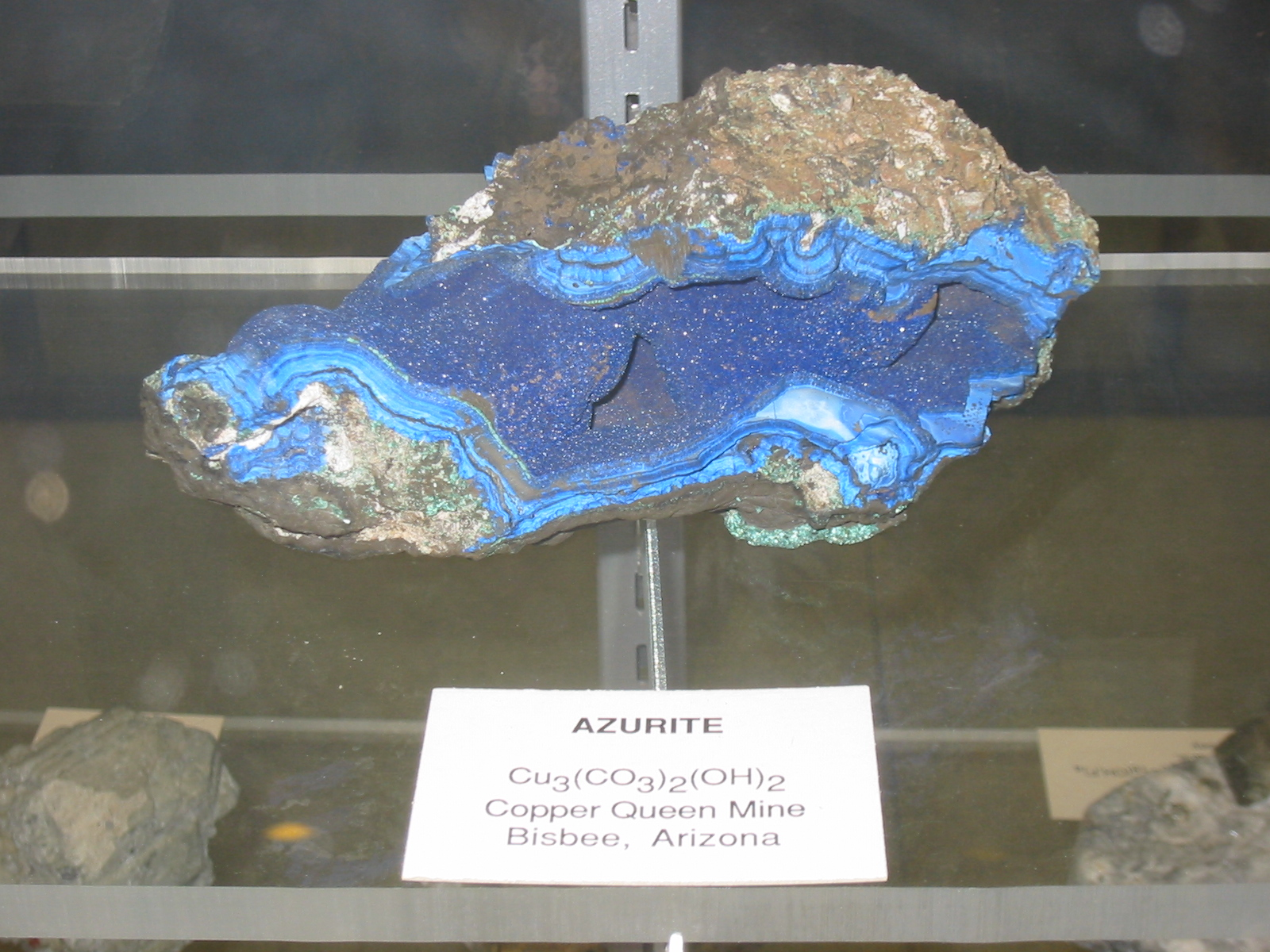
アズライト
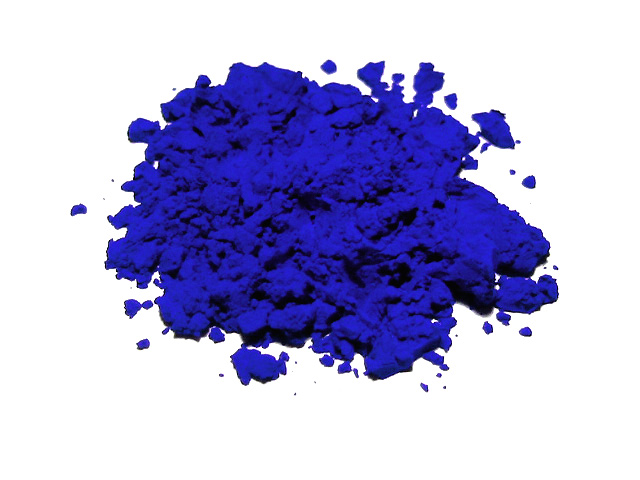
合成ウルトラマリン青

藍銅鉱を原料とする色としては岩紺青が存在する（これは紺青とは異なる）。また、淡い群青色を表す白群という色名がある。